# Abd Allah II ibn Husajn
Abd Allah II ibn Husajn, król Abdullah II (arab. عبدالله الثاني بن الحسين, ur. 30 stycznia 1962 w Ammanie) – król Jordanii od 7 lutego 1999, członek dynastii Haszymidów, panującej w kraju od 1921 roku. Uważany za bezpośredniego potomka (w 41. pokoleniu) islamskiego proroka Mahometa.

## Życiorys
Jest synem i następcą króla Husajna I i jego drugiej żony Brytyjki Antoinette Avril Gardiner.
Uczył się w Deerfield Academy w Deerfield w stanie Massachusetts, w Pembroke College na Oxford University i w Edmund A. Walsh School of Foreign Service na Georgetown University w Waszyngtonie. Wstąpił do armii jordańskiej i w 1994 roku został oficerem, dowódcą jednostek elitarnych.
W 2018 został laureatem nagrody Templetona za pracę na rzecz jedności w łonie islamu i harmonii między islamem a innymi religiami.

## Życie prywatne
Jest uważany za potomka Mahometa w 43. pokoleniu.
10 czerwca 1993 ożenił się z Ranią al-Jasin (ur. 1970 w Kuwejcie), córką palestyńskiego lekarza. Para ma czworo dzieci:
- Husajna (ur. 1994). W 2023 roku ożenił się z Rajwą Al Saif. Mają razem córkę, Iman (ur. 2024).
- Iman (ur. 1996). W 2023 roku wyszła za mąż za Jameela Alexander Thermiótisa. Mają razem córkę, Aminę (ur. 2025)[6].
- Salmę (ur. 2000).
- Haszima (ur. 2005).

Abdullah II jest fanem serii filmowej Star Trek, będąc jeszcze księciem wystąpił w 1996 w Star Trek: Voyager, w odcinku Investigations.
Król jest fanem nurkowania.

## Odznaczenia
- Krzyż Wielki Orderu Zasługi Republiki Włoskiej (Włochy, 1987)[9]
- Krzyż Wielki I Klasy Odznaki Honorowej za Zasługi dla Republiki Austrii (Austria, 1987)[10]
- Krzyż Wielki z Odznaką Białą Krzyża Zasługi Morskiej (Hiszpania, 1995)[11]
- Łańcuch Orderu Izabeli Katolickiej (Hiszpania, 1999)[12]
- Krzyż Wielki z Odznaką Białą Krzyża Zasługi Lotniczej (Hiszpania, 1999)[13]
- Krzyż Wielki Orderu Świętego Olafa (Norwegia, 2000)[14]
- Krzyż Wielki z Wielkim Łańcuchem Orderu Zasługi Republiki Włoskiej (Włochy, 2001)[15]
- Klasa Specjalna Odznaki Honorowej za Zasługi dla Republiki Austrii (Austria, 2001)[10]
- Złoty Order Wolności Republiki Słowenii (Słowenia, 2002)[16]
- Order Księcia Jarosława Mądrego I klasy (Ukraina, 2002)[17]
- Łańcuch Orderu Gwiazdy Rumunii (Rumunia, 2005)[18]
- Łańcuch Orderu Karola III (Hiszpania, 2006)[19]
- Wielki Łańcuch Orderu Infanta Henryka (Portugalia, 2008)[20]
- Wielki Łańcuch Orderu Świętego Jakuba od Miecza (Portugalia, 2009)[20]
- Order „Za zasługi” I klasy (Ukraina, 2011)[21]
- Order Republiki Czarnogóry I klasy (Czarnogóra, 2015)[22]
- Order Omanu I klasy cywilnej (Oman, 2022)[23]
- Order Królewski Serafinów (Szwecja, 2022)[24]
- Narodowy Order Zasługi II klasy (Algieria, 2022)[25]
- Medal Amílcara Cabrala (Gwinea Bissau, 2023)[26]
- Order Zajida (Zjednoczone Emiraty Arabskie, 2023)[27]
- Order Al-Saida (Oman, 2024)[28]
- Order Orła Białego (Polska, 2024)[29]
- Krzyż Wielki Orderu Królewskiego Wiktoriańskiego (Wielka Brytania, 2024)[30]
- Order „Złoty Orzeł” (Kazachstan, 2025)[31]